# Stazione di Halle (Saale) Centrale
La stazione di Halle (Saale) Centrale (in tedesco Halle (Saale) Hbf) è la principale stazione ferroviaria della città tedesca di Halle (Saale).